# Savas Coban
Savas Coban (* 17. Oktober 1992 in Bremen) ist ein deutscher Extremsportler. Er lief als Ultraläufer bereits mehrere Marathon- und Ultralang-Distanzen und hält den Weltrekord für den längsten Ultralauf von über 5170 km in 87 Tagen ohne Support-Team durch Peru.

## Leben
Geboren und aufgewachsen als Kind von türkischen Einwanderern in Bremen, absolvierte er eine Ausbildung zum Personal Trainer und zum Fitnesskaufmann. Er lebt hauptsächlich in Bremen und Hamburg. Er wuchs ohne Vater auf und hat eine Schwester und einen Bruder.

## Sport
Seit seiner Kindheit widmet sich Coban dem Sport. Er spielte u. a. Fußball und war Kickboxer. Seine erste Extrem-Herausforderung bewältigte er 2020, als er mit dem Fahrrad die 3247 km lange Strecke von Hamburg nach Sevilla in nur 32 Tagen fuhr. 2021 lief er täglich einen Ultramarathon von München nach Istanbul – eine Strecke von insgesamt 2248,21 km. Am 13. November 2022 startete Coban in Lima zu seinem Ultralauf-Weltrekordversuch durch Peru. Er passierte dabei verschiedene Klimazonen und lief u. a. durch die Wüstengebiete der Westküste, durch den Amazonas-Regenwald und über die Anden. Er erreichte stellenweise Höhen von über 5.000 m und legte insgesamt ca. 230.000 Höhenmeter zurück. In 87 Tagen lief Coban insgesamt eine Strecke von mehr als 5170 km, also einem Schnitt von ca. 60 km/ Tag, bevor er am 6. Februar 2023 wieder am Plaza des Armas in Lima ankam.
Coban musste aufgrund der schwierigen politischen Lage in Peru und den im Dezember 2022 ausgebrochenen Unruhen im Land mehrfach Routenänderungen vornehmen. Zum Teil musste er Straßensperren und Barrikaden überwinden und wurde von Einheimischen aufgefordert Position für sie zu beziehen. Sein Zieleinlauf am Plaza des Armas in Peru war nur durch eine Sondergenehmigung möglich – der Platz ist seit den Unruhen abgesperrt und wird polizeilich überwacht.
ravir film produzierte 2023 einen Dokumentarfilm über Savas Coban. Der Film zu seinem Ultrarun durch Peru und dem Weltrekord erschien im Januar 2024, das Buch „Trail der Träume …und Albträume: 5000 Kilometer Ultralauf durch Peru“ am 3. Juni 2023.

## Bücher
- „Trail der Träume …und Albträume: 5000 Kilometer Ultralauf durch Peru“, GRÄFE UND UNZER Verlag GmbH, 2023, ISBN 978-3-8464-0985-5